# در جستجوی بابی فیشر
در جستجوی بابی فیشر (به انگلیسی: Searching for Bobby Fischer) فیلمی محصول سال ۱۹۹۳ و به کارگردانی استیون زایلیان است. در این فیلم بازیگرانی همچون جو مانتگنا، لارنس فیشبرن، جوآن آلن، مکس پومرانک، بن کینگزلی، رابرت استیونز، دیوید پیمر، آستین پندلتن، ویلیام اچ میسی، دن هدایا، لورا لینی و تونی شالهوب ایفای نقش کرده‌اند. این فیلم نقدهای مثبتی دریافت کرد و نامزد دریافت جایزه اسکار بهترین فیلم‌برداری شد.